# Getinge AB
Getinge AB (NASDAQ OMX: GETI B) er en svensk industrikoncern, som fremstiller sundhedsteknologisk udstyr til eksempelvis autoklaver, hjerte-lungemaskiner, respiratorer og patientløftere. Virksomheden er grundlagt i 1904 i byen Getinge nær Halmstad. Hovedkontoret ligger fortsat i Getinge.
Getinge er opbygget omkring tre forretningsenheder som er: Infection Control, Extended Care, Medical Systems), alle indenfor sundhedsteknologi.
Gettinge blev børsnoteret på Stockholmsbörsen i 1993, og siden 2009 har det været en del af OMXS30.
I 2011 købte Getinge det amerikanske selskab Atrium Medical og i 2014 Pulsion Medical Systems.
I 2013 var der 14.700 ansatte i koncernen. I 2016 havde selskabet en omsætning på SEK 29,56 mia.(2016)